# Bethanie Nail
Bethanie Nail, född 24 mars 1956, är en friidrottare från Australien. Hon deltog vid olympiska sommarspelen 1976.